# Bathyraja eatonii
''Bathyraja eatonii'' es una especie de pez de la familia de los Rajidae en el orden de los Rajiformes.

## Morfología
Los machos pueden llegar a alcanzar los 100 cm de longitud total.

## Reproducción
Es ovíparo y las hembras ponen huevos envueltos en una cápsula córnea.

## Hábitat
Es un pez de mar y de clima polar (48°S-78°S, 180°E-180°E) y demersal.

## Distribución geográfica
Se encuentra en el Océano Pacífico suroriental (Chile)

## Observaciones
Es inofensivo para los humanos. 